# Sigismund von Treskow
Johann Carl Sigismund von Treskow (* 1. Oktober 1864 in Friedrichsfelde bei Berlin; † 23. Mai 1945 in Dahlwitz) war ein preußischer Politiker.

## Leben
Sigismund von Treskow entstammt dem Adelsgeschlecht Treskow. Seine Eltern waren Carl von Treskow (* 1819; † 1882) und Adelheid von Treskow, geb. Gräfin von Haeseler (* 1833; † 1908). Sie war die jüngere Schwester der Schriftstellerin Helene von Hülsen, Tochter des Oberschlosshauptmanns Eduard Graf von Haeseler-Blankenfelde und der der Adolfine von dem Knesebeck-Jühnsdorf. Zu Lebzeiten des Vaters beinhaltete Gut Friedrichsfelde 518 ha.

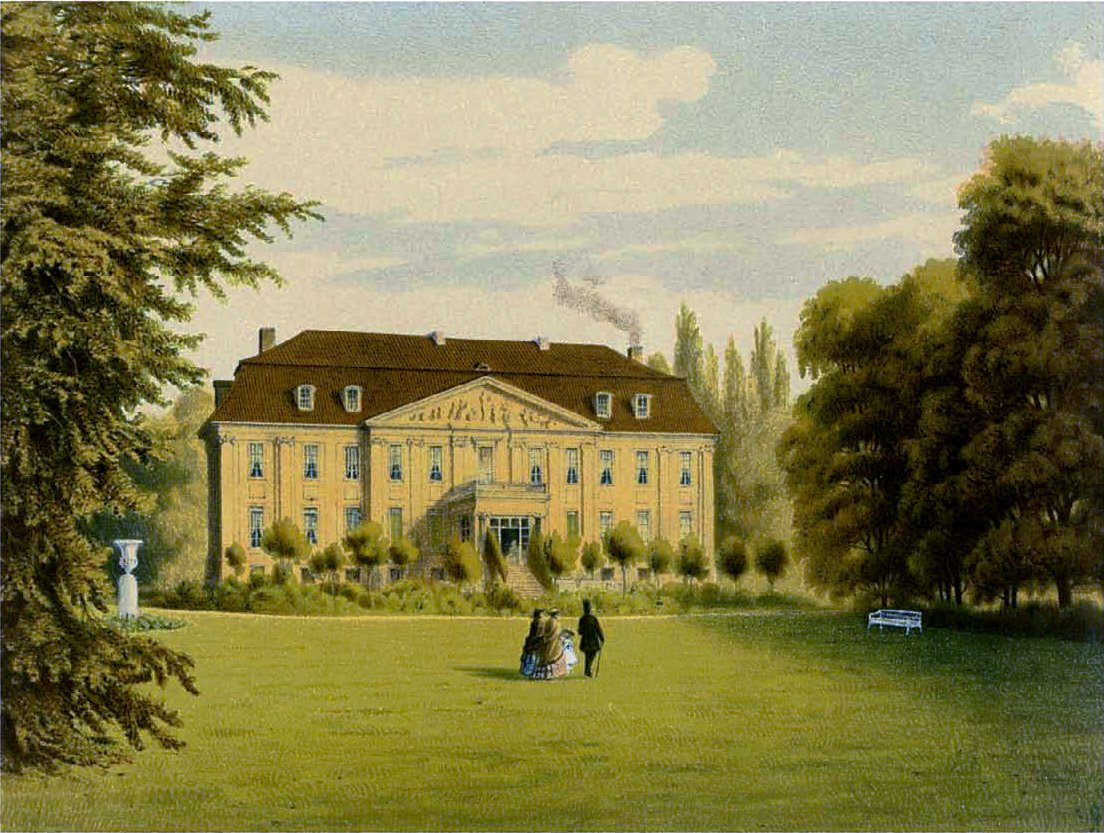
Schloss Friedrichsfelde 1857, Nordseite mit kleinem Anbau, Sammlung Alexander Duncker

Seine Kindheit verbrachte von Treskow auf dem Familiengut Friedrichsfelde. Er besuchte von 1878 bis 1884 das Friedrichs-Gymnasium in Berlin. Anschließend studierte er von 1884 bis 1887 Jura in Berlin und Bonn und wurde Mitglied des Corps Borussia Bonn. Am 23. Dezember 1887 bestand er die juristische Prüfung, am 5. Januar 1888 promovierte er an der Universität Jena zum Dr. jur. und wurde am 21. Januar zum Gerichtsreferendar ernannt. Er arbeitete in der Folge am Amtsgericht Rixdorf und am Amtsgericht Köpenick sowie am Landgericht II von Berlin sowie beim Rechtsanwalt und Notar Viebig.
Vom 1. April 1888 bis zum 1. April 1889 diente er im Garde-Kürassier-Regiment, trat am 8. Oktober 1891 in den höheren Verwaltungsdienst, wurde am 15. Oktober zum Regierungsreferendar ernannt und nahm seine Tätigkeit in der Regierung in Potsdam auf. Von 1894 bis 1897 ließ er sich vom Staatsdienst beurlauben und bewirtschaftete das Familiengut Grocholin in der Provinz Posen. Am 26. Oktober 1895 bestand er die große Staatsprüfung und wurde zum Regierungsassessor ernannt. Am 5. Mai 1897 wurde er auf eigenen Wunsch aus dem Staatsdienst entlassen.
Am 4. März 1898 übernahm er kommissarisch die Verwaltung des Kreises Niederbarnim und wurde am 12. September desselben Jahres dort zum Landrat ernannt. In dieser Funktion baute er ein modernes Gesundheitssystem mit fünf Krankenhäusern und zahlreichen Diakoniestationen auf und förderte den Bau von Kanalisationsanlagen. Außerdem förderte er den Straßen- und Schienenbau und reformierte das Feuerlöschwesen. Zudem unterstützte er die Volksbildung. So wurden in seiner Amtszeit sechs gewerbliche Fortbildungsschulen erbaut.
Ab 1899 war von Treskow Kreisfeuersozietätsdirektor und von 1899 bis 1919 Mitglied im Brandenburgisch-Preußischen Landtag. Am 1. April 1905 wurde er aus dem Staatsdienst entlassen und erhielt den Roten Adlerorden IV. Klasse. Von 1907 bis 1913 war er Abgeordneter der konservativen Partei im Preußischen Abgeordnetenhaus für den Wahlkreis Potsdam 9 (Oberbarnim und Niederbarnim und den Stadtkreis Lichtenberg). Von 1916 bis 1940 war er Gründungs- und Fördermitglied der Kaiser-Wilhelm-Gesellschaft. Die Deutsche Gesellschaft 1914 wählte ihn neben u. a. Eugen Diederichs, Matthias Erzberger, Samuel Fischer, Hugo von Hofmannsthal, Harry Graf Kessler, Louis-Ferdinand Ullstein und Max Warburg in ihren Gesellschaftsrat.

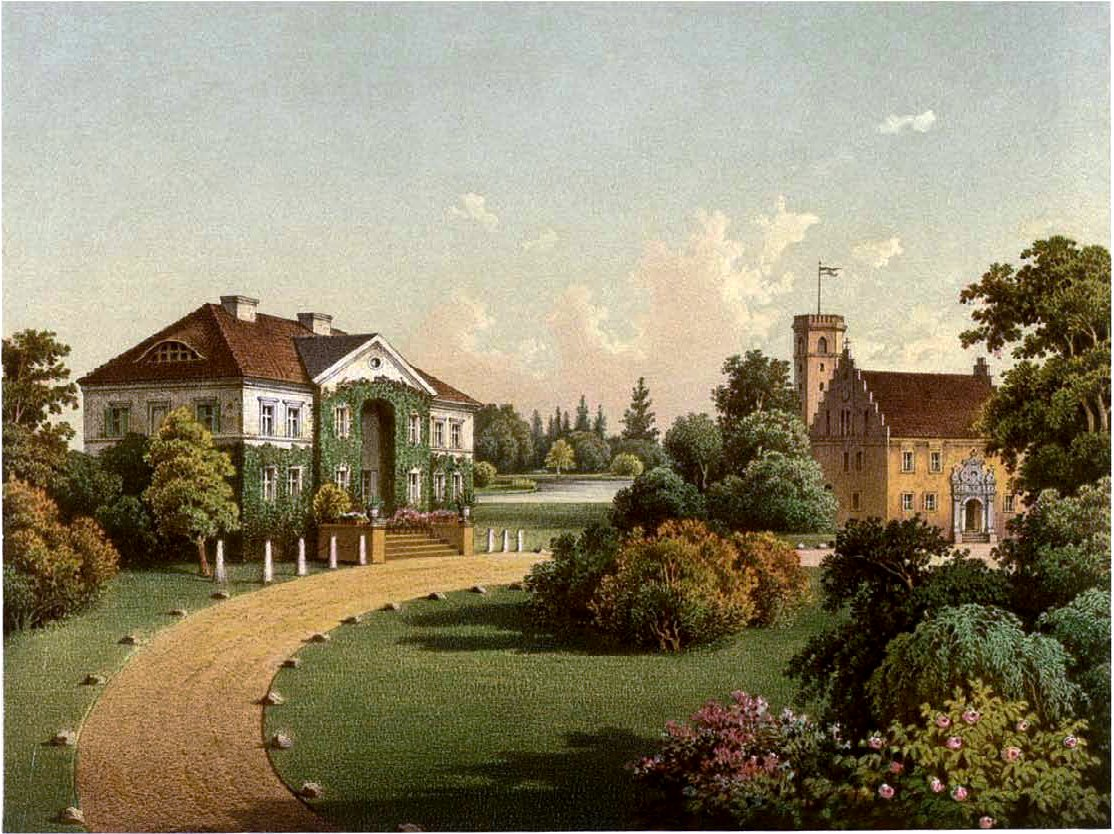
Rittergut Grocholin um 1860, Sammlung Alexander Duncker

Sigismund von Treskow besaß neben dem Rittergut und Schloss Friedrichsfelde mit Karlshorst das Rittergut Grocholin bei Exin sowie Anteile an dem Familiengut Strzelce bei Kutno (Gmina Strzelce). Im Dezember 1940 erwarb er vom Fürsten Schaumburg-Lippe Schloss Klaus in Oberösterreich.
Treskow blieb kinderlos, adoptierte aber 1925 seine Großnichte Ursula von Sydow, geb. von Criegern-Thumnitz (genannt v. Treskow-Criegern), und 1930 Hans von Rosen. Erstgenannter vermachte er Friedrichsfelde und Schloss Klaus, Letztgenanntem Grocholin. 1929 umfasste sein Rittergut Friedrichsfelde 508 ha, Verwalter Herr Weber.
Im April 1945 musste Treskow nach dem Einmarsch sowjetischer Soldaten das Schloss Friedrichsfelde verlassen. Sein hohes Alter und seine Diabeteserkrankung machten ihm zu schaffen, denn in den Wirren der letzten Kriegstage bekam er kein Insulin mehr. Treskow starb am 23. Mai 1945 in Dahlwitz. Sein Grab befindet sich auf dem Familienfriedhof der Familie von Treskow auf dem Gelände des Schlosses Friedrichsfelde.

## Ehrungen
Für seine Verdienste, zu denen insbesondere die Erschließung der nördlichen und östlichen Vororte Berlins mit Straßenbahn und Eisenbahn und der damit verbundene gewerbliche Aufschwung gehörten, wurde er mit insgesamt acht Straßen-Namensgebungen geehrt. Auch die Treskowbrücke erhielt ihm zu Ehren ihren Namen.